# Saghatherium
Saghatherium ist eine ausgestorbene Gattung der Schliefer, die im ausgehenden Oberen Eozän und im Unteren Oligozän vor 34 bis 30 Millionen Jahren im nördlichen Afrika und auf der Arabischen Halbinsel gelebt hatte. Die forschungsgeschichtlich ältesten Funde sind aus der bedeutenden Fossillagerstätte des Fayyum in Ägypten bekannt geworden, wo die Gattung relativ häufig vertreten ist. Herausragende Reste in Form von vollständigen Skeletten stammen aus Libyen. Die Tiere ähnelten den heutigen Schliefern, waren im Durchschnitt aber etwas größer. Bemerkenswert ist, dass an den Vorder- und Hinterfüßen Krallen anstatt Hufe ausgebildet waren. Der gesamte Bewegungsapparat lässt eine Anpassung an eine schnellläufige Fortbewegung im Zehengang annehmen, was deutlich von den heutigen Schliefern abweicht. Durch die Entdeckung vollständiger Skelette paläogener Vertreter der Schliefer konnten einige Merkmale im Körperskelett, die zuvor als relativ modern betrachtet wurden, auf einen eher ursprünglichen Bauplan zurückgeführt werden. Die Gattung erhielt im Jahr 1902 ihre Erstbeschreibung anhand von Fossilien aus dem Fayyum.

## Merkmale

### Habitus
Saghatherium war eine kleine Form der Schliefer, etwa vergleichbar zu einem heutigen Vertreter. Anhand eines nicht ganz vollständigen Skeletts eines ausgewachsenen Tieres aus Jebel al Hasawnah in Libyen wird eine Kopf-Rumpf-Länge von 45 bis 50 cm rekonstruiert, für ein Jungtier liegt der entsprechende Wert bei rund 46 cm. Das Körpergewicht betrug schätzungsweise 6,5 bis 12 kg, was etwas über dem Durchschnitt der heutigen Schliefer liegt. Im gesamten Körperbau entspricht Saghatherium weitgehend den rezenten Schliefern. 

### Schädel- und Gebissmerkmale
Der Schädel besaß Längen von 9,6 bis 11,5 cm. Allgemein war der Schädel langgestreckt und schmal. Er verfügte über ein herausgezogenes Rostrum, dementsprechend war das Nasenbein relativ lang, teilweise ragte es über die vorderen Zähne hinaus. Zwischen dem Oberkiefer und dem Stirnbein bestand ein breiter Kontakt, was als ursprüngliches Merkmal bei den Schliefern anzusehen ist und möglicherweise aus der weit nach hinten versetzten Position der Orbita resultierte. Diese befand sich bei Saghatherium oberhalb des zweiten Molaren, bei den heutigen Schliefern liegt das Augenfenster oberhalb der Prämolaren. Die Orbita hatte einen Durchmesser von rund 20 mm, der an ihrem hinteren Rand gelegene Processus postorbitalis wurde abweichend von den rezenten Schliefern nur aus dem Stirnbein gebildet. Im Vergleich zu letzteren war auch das Foramen infraorbitale bei Saghatherium relativ groß. Der Jochbogen besaß einen kräftigen Bau und wurde zu einem größeren Teil vom Jochbein geformt. Die Ohröffnung zeigte nach unten, ein knöcherner äußerer Gehörgang bestand nicht. Das darüber gelegene Schuppenteil des Schläfenbeins war deutlich aufgeschwollen. Auf dem hinteren Teil des Schädeldaches erhob sich ein Scheitelkamm.

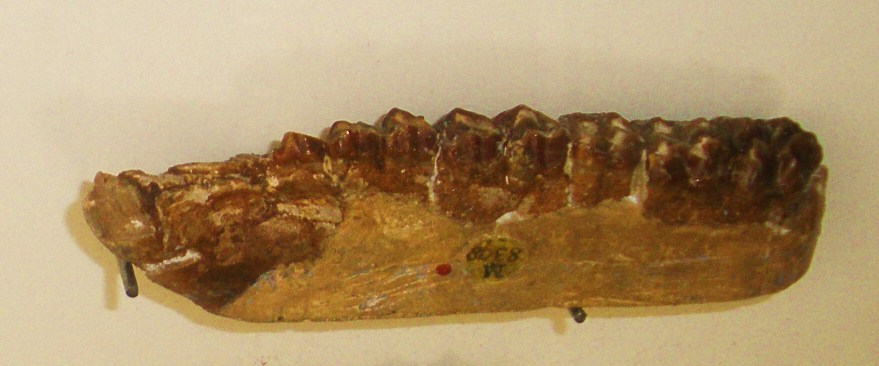
Unterkieferfragment von Saghatherium

Der Unterkiefer war relativ robust und 7,7 bis 9,7 cm lang. Der horizontale Knochenkörper besaß im Bereich des ersten Molaren eine Höhe von 1,6 bis 1,8 cm. Die Symphyse war geschlossen und relativ kurz, sie reichte etwa bis zum Eckzahn. Der aufsteigende Ast neigte leicht nach hinten, der Kronenfortsatz war relativ klein und lag etwas über dem Gelenkfortsatz, deutlich höher als bei den heutigen Klippschliefern. Der Winkelfortsatz hatte eine abgerundete Form. Im Gegensatz zu zahlreichen anderen paläogenen Schliefern fehlte bei Saghatherium weitgehend eine luftgefüllte Kammer im Unterkiefer, deren Öffnung meist auf der Zungenseite des horizontalen Knochenkörpers lag. Das Gebiss wies die ursprüngliche Zahnanzahl der Höheren Säugetiere auf und bestand somit aus 44 Zähnen, die Zahnformel lautete: {\displaystyle {\frac {3.1.4.3}{3.1.4.3}}}. Im oberen Gebiss waren die Schneidezähne und der Eckzahn jeweils durch kurze Diastemata voneinander getrennt. Der innere Schneidezahn der oberen Zahnreihe erinnerte an einen Hauer, bei großen Individuen erreichte er eine Länge von 12,7 mm. Im Unterkiefer war der zweite Schneidezahn vergrößert, bei einigen Formen zusätzlich der erste. Der kleine Eckzahn entsprach in seinem Aussehen den nachfolgenden, vorderen Prämolaren und war somit praemolariform. Die Prämolaren nahmen von vorn nach hinten an Komplexität zu, die hinteren glichen weitgehend den Molaren. Die Mahlzähne besaßen niedrige (brachyodonte) Zahnkronen und verfügten über ein bunoselenodontes Kauflächenmuster, das heißt, es bestanden kleine, flache Buckel, zwischen denen mondsichelförmige Leisten entlang der Wangenseite des Zahnes ausgebildet waren. Zungenseitig traten teilweise kleine Falten auf, das Merkmal ist aber nicht ganz so deutlich ausgeprägt wie beim verwandten Selenohyrax. Die Länge der oberen und unteren Zahnreihe vom ersten Schneidezahn bis zum letzten Mahlzahn betrug jeweils 6,9 cm, davon nahmen die Molaren jeweils rund ein Drittel ein. der größte Zahn im hinteren Gebiss war mit 1,4 (oben) beziehungsweise 1,6 cm (unten) Länge der letzte Molar.

### Skelettmerkmale
Der postcraniale Skelettbau von Saghatherium ist nahezu vollständig bekannt. Die Wirbelsäule zeichnete sich durch die für Afrotheria typische höhere Anzahl an Brust- und Lendenwirbeln aus. Allerdings war diese geringer als bei den heutigen Schliefern, da Saghatherium nur 17 Brust- und 8 Lendenwirbel besaß, die rezenten Arten haben 19 bis 22 beziehungsweise 7 bis 9. Die Anzahl der Schwanzwirbel ist unbekannt, heutige Schliefer sind mit 5 bis 7 Schwanzwirbel kurzschwänzig. Den Bewegungsapparat charakterisierten im Verhältnis zu heutigen Schliefern längere Gliedmaßen. Der Oberarmknochen wurde bis zu 9,2 cm lang, auffallend waren die gegenüber dem Gelenkkopf höhere Lage des Großen Rollhügels, eine in ihrer Ausprägung reduzierte deltopectorale Leiste als Muskelansatzstelle am Schaft, die sich aber weiter nach unten (distal) ausgedehnte, und ein vergleichsweise schmal entwickeltes Ellenbogengelenk. Allerdings zeigte sich hier die äußere (laterale) Gelenkrolle als relativ kräftig entwickelt. Elle und Speiche waren wie bei den heutigen Schliefern nicht verwachsen, bei letzteren liegen sie aber sehr eng beieinander. Diese verfügen auch im Vergleich zu Saghatherium über eine deutlich längeres Olecranon, dem oberen Gelenkfortsatz der Elle. Die gesamte Elle erreichte beim fossilen Schliefer eine Länge von 9 cm, der Anteil des funktionalen Abschnitts betrug um die 80 %, bei den heutigen Arten beträgt er durchschnittlich 75 %. Der Oberschenkelknochen ist bei Saghatherium bisher nur fragmentarisch überliefert. Schien- und Wadenbein liegen dagegen vollständig vor. Sie waren nicht miteinander verwachsen, ersteres wurde bei einem Jungtier 8,3 cm lang. Beide Knochen wiesen kaum Unterschiede zu denen der heutigen Schliefer auf. Ebenso ähnelte das Fußgelenk dem der rezenten Arten, die Furchen auf der Unterseite des Schienbeins hin zur Gelenkung mit dem Sprungbein waren flach. Es hatten sich aber auch einzelne Unterschiede herausgebildet, wie etwa die Lage des Innenknöchels am unteren Ende des Schienbeins, der bei Saghatherium nach unten zeigte, bei den heutigen Schliefern aber nach vorn gerichtet ist. Die Hand wies bei Saghatherium fünf Strahlen auf, der innere Finger (Daumen) war abweichend von den heutigen Formen noch nicht reduziert. Dem gegenüber hatte der Fuß drei Zehen, der innere und äußere Strahl waren zurückgebildet, was mit den gegenwärtigen Arten übereinstimmt. Ein auffälliges Kennzeichen der Schliefer ist die serielle (taxeopode) Anordnung der Hand- und Fußwurzelknochen, das heißt, die einzelnen Knöchelchen lagen in Reihen und gelenkten nur minimal mit benachbarten Wurzelknochen. Die körperfernen (distalen) Wurzelknochen waren dadurch nur mit einem oder zwei der anschließenden Metapodien verbunden. Der gleiche Aufbau bestand auch bei Saghatherium. Ebenfalls in Übereinstimmung mit den rezenten Schliefern verlief die Hauptachse von Hand und Fuß jeweils durch den mittleren Strahl (III), so dass beide einen mesaxonischen Aufbau hatten, ein Merkmal, das die Schliefer mit den Unpaarhufern teilen. Die Mittelhand- und Mittelfußknochen waren säulenartig lang gestreckt, am kräftigen Mittelstrahl wiesen sie Längen von 3,3 beziehungsweise 3,8 cm auf. Die seitlich angeordneten Metapodien wurden dementsprechend kürzer. Auch die einzelnen Hand- und Fingerglieder hatten eine langgestreckte Form. Auffallend war die jeweils letzte Phalanx, die bei Saghatherium einerseits deutlich größer in Bezug auf die vorletzte wurde, andererseits abweichend von den heutigen Schliefern am Ende eine tiefe, V-förmige Kerbe besaß. Die Kerbe deutet darauf hin, dass an den Händen und Füßen jeweils Krallen ausgebildet waren. Im Gegensatz dazu sind die Terminalphalangen bei den rezenten Arten deutlich kürzer sowie breiter und zu Hufen umgebildet, eine Ausnahme stellt nur die zweite Hinterfußzehe dar, die mit einer Kralle ausgestattet ist.

## Fossilfunde
Saghatherium ist aus paläogenen Ablagerungen des nördlichen Afrikas und der Arabischen Halbinsel bekannt. Das umfangreichste Fossilmaterial wurde bisher im Fayyum im nördlichen Ägypten entdeckt, einer der bedeutendsten Fossillagerstätten Afrikas. In dem etwa 12.000 km² großen Gebiet westlich des Niltals rund 80 km südlich von Kairo sind mehrere fossilführende Gesteinseinheiten aufgeschlossen, die von unten nach oben die Birket-Qarun-Formation, die Qasr-el-Sagha-Formation und die Gebel-Qatrani-Formation umfassen. Die drei Formationen bilden eine mehrere hundert Meter mächtigen Abfolge von alluvial gebildeten Sand- und Ton-/Schluffsteinen, die hauptsächlich im unteren Bereich noch einen gewissen marinen Einfluss zeigen. Überlagert wird die Serie vom Widan-el-Faras-Basalt. Mithilfe radiometrischer Datierungsverfahren konnte der Basaltstrom auf ein Alter von 23,6 bis 31,0 Millionen Jahre bestimmt werden, was dem Oligozän entspricht. Die untere Grenze bildet die Gehannam-Formation, welche rein marinen Ursprungs ist und biostratigraphisch dem Mittleren Eozän vor rund 38 bis 39,5 Millionen Jahren angehört. Demnach entstand die gesamte Sedimentfolge des Fayyum im Übergang vom Oberen Eozän zum Unteren Oligozän. Die mehr als 100 bekannten Aufschlüsse und Fundstellen im Fayyum produzieren eine immens umfangreiche Fossilgemeinschaft bestehend aus terrestrischen und marinen Lebewesen, zu denen neben Pflanzen auch Reste von Fischen, Reptilien, Vögeln und Säugetieren gehören und die ein tropisches bis subtropisches Biotop am Rand des ehemaligen Tethys-Ozeans rekonstruieren lassen. Die ältesten Funde von Saghatherium kamen in einem Aufschluss nahe der Basis der Gebel-Qatrani-Formation zu Tage (Lokalität L-41) und datieren bei einem magnetostratigraphisch gewonnenen Alter von circa 34 Millionen Jahren in den Ausgang des Oberen Eozäns. In dem darauffolgenden Abschnitten des unteren Teils der Formation ist die Schliefergattung relativ häufig vertreten. Sie gehört hier zu den forschungsgeschichtlich ersten, bekannt gewordenen Funden von Schliefern, die in der Wende vom 19. zum 20. Jahrhundert geborgen wurden. Im oberen Teil der Gebel-Qatrani-Formation konnte sie erst in den 1990er Jahren nachgewiesen werden. Hier stammen Funde von der Lokalität V, welche etwas jünger als 32 Millionen Jahre datiert. Das Gesamtfundmaterial von Saghatherium im Fayyum setzt sich aus zahlreichen Schädel- und Unterkieferfragmenten sowie Einzelzähnen zusammen und gehört drei verschiedenen Arten an.
Herausragend sind die Funde aus der Fundstelle Jebel al-Hasawnah in Libyen. Es handelt sich bei Jebel al-Hasawnah um eine der wenigen Fossillagerstätten des Paläogens Afrikas, von der artikulierte Skelette landbewohnender Säugetiere überliefert sind. Erstmals wurden 1978 kurz die Reste von Titanohyrax, einer gigantischen Form der Schliefer, und zusätzlich von Fröschen und Fischen erwähnt. In den 1990er Jahren entdeckte ein Amateursucher insgesamt vier Skelette von Saghatherium, die erstmals einen Einblick in die postcraniale Skelettstruktur eines fossilen Schliefers bieten – zuvor waren nur einzelne Elemente des Körperskeletts bekannt gewesen. Die Erhaltung des Fossilmaterials ist derartig gut, dass selbst die knorpeligen Enden der Rippen erhalten sind. Mit den Skelettfunden konnte auch aufgezeigt werden, dass die frühen Schliefer ebenso wie die heutigen Formen einen taxeopoden Fußaufbau hatten, darüber hinaus zeigten sie auf, dass die Reduktion des seitlichen inneren und äußeren Strahls und damit die Herausbildung eines mesaxonischen Fußes bereits sehr früh in der Evolution der Schliefer begann. Das Material lagerte in Kalksteinen der Tarab-Formation, die als Relikte eines ehemaligen Sees anzusprechen sind. Aufgrund von Vergleichen mit der Fauna des Fayyum kann eine Altersstellung im Unteren Oligozän angenommen werden. Von der Arabischen Halbinsel, die im Paläogen mit dem afrikanischen Festland verbunden war, wurden einzelne Zähne berichtet, die Saghatherium zugewiesen werden können. Dazu gehören unter anderem zwei Mahlzähne aus der Ashawq-Formation bei Thaytiniti im Gouvernement Dhofar an der Südwestküste des Sultanats Oman. Das Alter der Funde korreliert etwa mit jenem des Fayyum und dürfte somit ebenfalls dem Unteren Oligozän mit absoluten Alterswerten zwischen 34 und 30 Millionen Jahren entsprechen.

## Paläobiologie

### Fortbewegung
Das Körperskelett von Saghatherium ähnelt weitgehend dem der heutigen Schliefer. Unterschiede bestehen in den durchschnittlich größeren Körperausmaßen, einigen besonderen Schädelmerkmalen wie einem längeren Nasenbein und dem Fehlen des Äußeren Gehörganges sowie Merkmalen des Hand- und Fußskelettes. Letztere besitzen relativ längere Knochenelemente (Metapodien und Phalangen) als die heutigen Schliefer, die Hand verfügt zudem charakteristischerweise über einen Daumen, der den rezenten Vertretern fehlt. Hände und Füße enden jeweils in spitze Krallen und nicht wie bei heutigen Schliefern in breiten Hufen. Bei letzteren ist nur der innere Zeh (Strahl II) der Hinterfüße mit einer Kralle ausgestattet, die als Putzkralle dient. Vor allem der Bau des Fußes spricht aufgrund der Länge der Einzelknochen für eine Anpassung an eine schnelle Fortbewegung (cursorial), die deutlicher ausgeprägt war als bei den heutigen Arten. Zudem liefen die Tiere im Zehengang, was ebenfalls von den heutigen Schliefern mit ihrem sekundären Sohlengang abweicht. Angezeigt wird der Zehengang von Saghatherium durch die relativ kurze Länge des Fersenbeins gegenüber den Mittelfußknochen, insbesondere dem des dritten Strahls. Am Vorderfuß entspricht der Mittelhandknochen des Mittelstrahls etwa 38 % der Humeruslänge, was deutlich mehr ist als bei einigen urtümlichen Huftieren wie Phenacodus und etwa dem Wert einiger basaler Unpaarhufer wie Homogalax oder Hyracotherium nahekommt. Zudem sind die Metapodien allgemein säulenartig und die Phalangen eher schlank und nicht breit, was ebenfalls einen Zehengang unterstützt. Unterschiede zu anderen schnellläufigen Säugetieren finden sich aber im Bau des Sprungbeins, da bei letzteren die Gelenkflächen der Sprungbeinrolle etwa gleich groß sind und die Eintiefung in der Mitte zwischen diesen ausgeprägter ist, was die Längsbewegung fördert und ein seitliches Ausscheren des Fußes unterbindet. Die Anpassungen an eine schnelle Fortbewegung bei Saghatherium sind nicht so extrem ausgebildet wie bei Antilohyrax, einem weiteren paläogenen Vertreter der Schliefer, bei dem Teile des hinteren Bewegungsapparates überliefert wurden. Antilohyrax besitzt zusätzlich ein verwachsenes Schien- und Wadenbein sowie eine etwa sattelförmige Verbindung des Sprungbeins zum Kahnbein, was der heutiger Antilopen mit starker Sprungbefähigung wie den Springböcken ähnelt.

### Ernährung
Das bunoselenodonte Kauflächenmuster der hinteren Backenzähne zeichnet Saghatherium als spezialisierten Pflanzenfresser aus. Auffallend sind die im Vergleich zu den Prämolaren sehr großen Molaren, die außerdem kräftige Leisten zwischen den einzelnen Höckerchen aufweisen und markante Rillen tragen. Wahrscheinlich war Saghatherium damit an Nahrung angepasst, die zerquetscht und zermahlen werden musste, etwa Samen, Nüsse oder Hülsen. Dies unterstützen auch Isotopenanalysen an den Zähnen, die darauf verweisen, dass die Tiere überwiegend in geschlossenen Wäldern auf Nahrungssuche gingen. Als Grundlage dienten vor allem C3-Pflanzen.

### Geschlechtsunterschiede
Bemerkenswert ist ein auffallender Geschlechtsdimorphismus. Bei zwei der drei bekannten Arten, S. antiquum und S. bowni, sind Größenvariationen ausgebildet, die am deutlichsten in der Größe der Mahlzähne und der Massivität des Unterkiefers erkennbar werden und offensichtlich die beiden Geschlechter voneinander trennen. So kann bei S. antiquum der horizontale Knochenkörper männlicher Tiere unterhalb des zweiten Molaren knapp doppelt so hoch sein wie bei weiblichen. Bei vielen anderen fossilen Schliefern aus dem Fayyum lassen sich dagegen keine derartigen Größenunterschiede messen, so dass beide Geschlechter wohl ähnliche Körperausmaße besaßen. Hier drückt sich der Geschlechtsdimorphismus in der variablen Ausbildung einer Öffnung des Unterkiefers aus, die sich auf der Innenseite des horizontalen Knochens unterhalb des dritten Molars befindet und in eine große, luftgefüllte Kammer führt. Bei den heutigen Schliefern ebenso wie bei S. antiquum und S. bowni kommt diese Öffnung nicht vor. Die Funktion des Unterkieferfensters ist unbekannt, es wird aber vermutet, dass die Öffnung und der Hohlraum als Resonanzkammer bei der Lautgebung fungierten. In den meisten untersuchten Fällen steht die Ausbildung eines Unterkieferfensters und die anschließende Kammer mit vergrößerten äußeren Schneidezähnen in Verbindung, letzteres ist bei heutigen Schliefern ein Kennzeichen männlicher Tiere. Hervorzuheben ist, dass bei der dritten Art von Saghatherium, S. humarum, ebenfalls ein Unterkieferhohlraum auftritt, Untersuchungen zum Geschlechtsdimorphismus liegen hier aber noch nicht vor. Eventuell gehen die unterschiedlichen Formen des Sexualdimorphismus bei den Schliefern auf abweichende Muster im Paarungsverhalten zurück.

## Systematik
Saghatherium ist eine Gattung aus der ausgestorbenen Familie der Saghatheriidae innerhalb der Ordnung der Schliefer (Hyracoidea). Allgemein werden die Schliefer in eine Verwandtschaftsgruppe mit den Elefanten und Seekühen gestellt, alle drei Gruppen zusammen bilden die Paenungulata innerhalb der Überordnung der Afrotheria. Die Saghatheriidae stellen frühe Formen der Schliefer dar, die erstmals im Eozän im nördlichen Afrika in Erscheinung traten. Gemeinsam mit den Geniohyidae und den Titanohyracidae gehören sie in die erste Radiationsphase der Ordnung, die sich vollständig in Afrika vollzog und weitgehend bis zum Oligozän andauerte. Sie brachte formen- und variantenreiche Vertreter hervor mit zahlreichen Anpassungen an unterschiedliche Biotope. Im Fossilbericht dieser Zeitepochen gehören die einzelnen Gattungen und Arten der Saghatheriidae zu den mit am häufigsten aufgefundenen Angehörigen der Schliefer. Die Familie umfasst kleine bis mittelgroße Tiere, die sich durch niederkronige Mahlzähne mit einem bunoselenodonten Kauflächenmuster auszeichnen. Im Gegensatz zu den Titanohyracidae waren die Leisten zwischen den Höckerchen auf den Backenzähnen nicht so deutlich entwickelt, während bei den urtümlicheren Geniohyidae ein rein bunodontes (buckeliges oder höckeriges) Kauflächenmuster vorherrschte. Teilweise werden die Saghatheriidae in eine nähere Verwandtschaft mit den heutigen Schliefern gestellt, da sie im Gegensatz zu den anderen frühen Schlieferformen schon über einen deutlich gekürzten Schädel verfügten, zudem auch über ein ähnlich gebautes Sprungbein. Aus diesem Grund bilden sie nach einigen Wissenschaftlern zusammen mit der rezenten Familie der Procaviidae (und den ausgestorbenen Pliohyracidae) die Unterordnung der Procaviamorpha, während alle anderen Familien den Pseudhippomorpha angehören. Innerhalb der Saghatheriidae kann unter anderem Selenohyrax zu den nächsten Verwandten von Saghatherium gezählt werden, etwas weiter außerhalb steht möglicherweise Thyrohyrax.
Insgesamt sind heute drei Arten anerkannt:
- S. antiquum Andrews & Beadnell, 1902
- S. bowni Rasmussen & Simons, 1991
- S. humarum Rasmussen & Simons, 1988

Vor allem in den ersten 30 Jahren des 20. Jahrhunderts wurden zahlreiche weitere Arten aus dem Fayyum beschrieben, etwa S. annectens, S. euryodon, S. macrodon, S. magnus, S. majus, S. minus und S. sobrina. Diese werden heute in der Regel als Synonyme von S. antiquum aufgefasst.
Die wissenschaftliche Erstbeschreibung von Saghatherium erfolgte im Jahr 1902 durch Charles William Andrews und Hugh John Llewellyn Beadnell. Sie benutzten dafür einen beschädigten Schädel mit allerdings gut erhaltener rechter Zahnreihe aus den unteren Abschnitten der Gebel-Qatrani-Formation des Fayyum, der als Holotyp gilt (Exemplarnummer CGM 8635). Der Gattungsname bezieht sich auf die altägyptische Ruine Qasr el Sagha („Tempel des Goldschmieds“), die sich in unmittelbarer Nähe des Fundortes befindet, und auf das griechische Wort θηρίον (thērion) für „Tier“.
Die Entdeckung der Skelette von Saghatherium an der Fundstelle Jebel al-Hasawnah hat eine hohe Bedeutung für die Erforschung der Stammesgeschichte der Schliefer, da diese erstmals Einblick in den vollständigen Skelettbau eines paläogenen Vertreters der Schliefer geben. Sowohl Hand als auch Fuß zeigen die typische taxeopode oder serielle Anordnung der Wurzelknochen, was als gemeinsames Merkmal aller Paenungulata gilt und auch bei den heutigen Elefanten auftritt. Diese Knochenanordnung, die eine Drehung von Hand und Fuß im Bereich der Metapodien ermöglicht und die heutigen Schliefer trotz fehlender Krallen das Klettern ermöglicht, wurde ursprünglich für ausgestorbene Schliefer nur vermutet. Dem Befund von Jebel al-Hasawnah zufolge gehört sie aber zu einem schon sehr früh ausgebildeten Charakteristikum innerhalb der Ordnung. Außerdem konnte mit den Skeletten aufgezeigt werden, dass die Reduktion des äußeren und inneren Zehs an den Füßen und die Ausbildung einer mesaxonischen Zehenstellung ebenfalls eine relativ frühe Entwicklung innerhalb der Schliefer ist. Der mesaxonische Fußbau verleitete einige Wissenschaftler in der Vergangenheit dazu, die Schliefer in die Nähe der Unpaarhufer einzuordnen. Dementsprechend wurde die serielle Anordnung der Hand- und Fußwurzelknochen mitunter auch als abgeleitetes Merkmal der rezenten Schliefer angesehen, die sich sekundär aus der diplarthralen oder wechselseitigen Anordnung der Knochen bei den Unpaarhufern als eine besondere Anpassung an eine kletternde Lebensweise gebildet hatte. Schlussendlich könnte die nachgewiesene Anpassung von Saghatherium an einen Zehengang und die Ausbildung von Klauen anstatt Hufen ebenfalls ein ursprüngliches Merkmal darstellen. Daraus resultierend entwickelten sich die Hufe der heutigen Schliefer erst später, während die Putzkralle am Hinterfuß ein Relikt darstellt. Zuvor waren Experten von einer umgekehrten Entwicklung ausgegangen.